# 重庆市渝北中学校
重庆市渝北中学校，原名四川省江北县第二中学，简称江二中。

## 历史
重庆渝北中学创建于中华民国时期，由王朴于1946年作为中共南方局在农村工作的据点而创办。
现在是重庆市重点中学，2010年迁至位于渝北主城的郊区地带。
学生7点25到校上早自习直到晚上21：15（此为冬季放学时间，夏季为21：35）放学。高三放学时间延长40分钟，无双休日。